# Plagiobothrys humilis
Plagiobothrys humilis là loài thực vật có hoa trong họ Mồ hôi. Loài này được (Ruiz & Pav.) I.M. Johnst. miêu tả khoa học đầu tiên năm 1923.